# Jamestown (Virginia)
Jamestown o Fuerte de Jamestown fue el primer asentamiento permanente inglés en lo que ahora es Estados Unidos. Fue fundada en el 1607 a orillas del río James sobre una península (hoy la isla Jamestown), en el actual condado de James City de Virginia. 
Su fundación se produjo tras varios intentos ingleses fallidos previos, incluyendo la perdida Colonia de Roanoke, establecida en 1585 en la  isla de Roanoke.

## La colonización

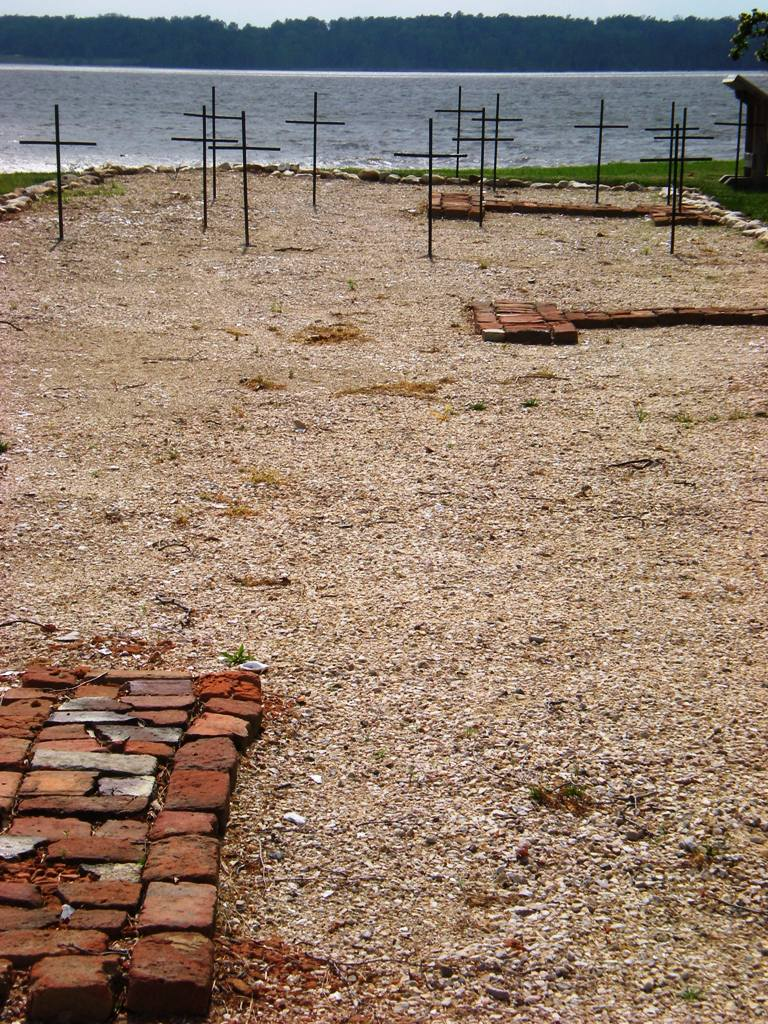
Tumbas descubiertas en Jamestown por arqueólogos.

Los navíos Susan Constant, Godspeed y Discovery con 104 hombres y muchachos, habían salido el 16 de diciembre de 1606 desde los muelles de Blackwall en el río Támesis, se detuvieron en las Islas Canarias por agua, llegaron a Martinica el 23 de marzo. Posteriormente llegaron al cabo sur de la bahía de Chesapeake en abril de 1607, fundando Jamestown.
No permanecieron allí mucho tiempo. Cuando hacían un reconocimiento de la costa, los indígenas se presentaron y los persiguieron hasta que regresaron a las naves. Pero el cartógrafo Richard Hakluyt les había dado instrucciones de dónde convenía que establecieran su colonia, y el 14 de mayo ya tenían elegido un sitio, casi 100 km tierra adentro, junto al recién bautizado río James, donde construyeron el fuerte de Jamestown en menos de un mes. Su ubicación sobre una pequeña península y su forma triangular protegía a los colonos de la amenaza de los barcos y ataques españoles y de los indígenas de Powhatan. El 26 de mayo del mismo año, los indígenas que habitaban las zonas exteriores a la isla, los paspahegh atacaron a los colonos, matando a una persona e hiriendo a otras once.
En el invierno de 1608 se produjo un incendio en la bodega de alimentos; por otra parte, se construyó una capilla y un almacén. El siguiente invierno, una hambruna mató a 200 personas sobreviviendo solo 60 colonos. Hasta 1610 el 80% de los colonos de Jamestown mueren, produciéndose casos de canibalismo entre los miembros de la colonia inglesa, como el caso de una niña de 14 años analizada en el Museo Nacional de Historia Natural del Instituto Smithsonian.
En 1622, en la conocida como masacre indígena de 1622, los colonos fueron atacados por los indígenas powhatan muriendo alrededor de 400 en la batalla. Posteriormente el fuerte de Jamestown fue abandonado para establecer el pueblo.
En 1994 un grupo de arqueólogos descubrió el sitio donde se ubicaba el fuerte de Jamestown. Durante años se pensó que el río se había llevado el fuerte.

## Situación geográfica
- Altitud: 1 metro sobre el nivel del mar.